# Morávia-Silésia
Morávia-Silésia (tcheco: Moravskoslezský kraj, "região Morávia-Silésia") é uma região da República Checa. Sua capital é a cidade de Ostrava.

## Distritos
A região de Morávia-Silésia está dividida em 6 distritos:
|               |          | \| nome \| Área km²[1] \| População (31 de dezembro de 2005)[1] \| \| ------------- \| ----------- \| ------------------------------------- \| \| Bruntál \| 1 659 \| 98 958 \| \| Frýdek-Místek \| 1 273 \| 227 264 \| \| Karviná \| 347 \| 274 942 \| \| Nový Jičín \| 918 \| 159 267 \| \| Opava \| 1 144 \| 180 260 \| |
| nome          | Área km² | População (31 de dezembro de 2005) |
| Bruntál       | 1 659    | 98 958 |
| Frýdek-Místek | 1 273    | 227 264 |
| Karviná       | 347      | 274 942 |
| Nový Jičín    | 918      | 159 267 |
| Opava         | 1 144    | 180 260 |

## Municípios com competência estendida
Desde 1 de janeiro de 2003, a região está dividida em 22 municípios com competência estendida que assumiram a maior parte da administração das antigas autoridades distritais. Alguns destes estão subdivididos em Municipalidades com Autoridade Local Delegada. Eles são extraoficialmente chamados de pequenos distritos (em tcheco/checo:  malé okresy). São eles: 
- Bílovec
- Bohumín
- Bruntál
- Český Těšín
- Frenštát pod Radhoštěm
- Frýdek-Místek
- Frýdlant nad Ostravicí
- Havířov
- Hlučín
- Jablunkov
- Karviná
- Kopřivnice
- Kravaře
- Krnov
- Nový Jičín
- Odry
- Opava
- Orlová
- Ostrava
- Rýmařov
- Třinec
- Vítkov